# Дурнешть (комуна)
Дурнешть, Дурнешті (рум. Durnești) — комуна у повіті Ботошані в Румунії. До складу комуни входять такі села (дані про населення за 2002 рік):
- Бебічень (553 особи)
- Бирсенешть (212 осіб)
- Броштень (284 особи)
- Гуранда (960 осіб)
- Дурнешть (1237 осіб)
- Кукутень (917 осіб)

Комуна розташована на відстані 378 км на північ від Бухареста, 32 км на схід від Ботошань, 77 км на північний захід від Ясс.

## Населення
За даними перепису населення 2002 року у комуні проживали 4163 особи.
Національний склад населення комуни:
| Національність   | Кількість осіб | Відсоток |
| ---------------- | -------------- | -------- |
| румуни           | 4142           | 99,5%    |
| цигани           | 19             | 0,5%     |
| німці            | 1              | < 0,1%   |
| росіяни-липовани | 1              | < 0,1%   |

Рідною мовою назвали:
| Мова      | Кількість осіб | Відсоток |
| --------- | -------------- | -------- |
| румунська | 4151           | 99,7%    |
| циганська | 11             | 0,3%     |
| російська | 1              | < 0,1%   |

Склад населення комуни за віросповіданням:
| Релігія        | Кількість осіб | Відсоток |
| -------------- | -------------- | -------- |
| православні    | 4037           | 97,0%    |
| п'ятдесятники  | 98             | 2,4%     |
| бретрени       | 19             | 0,5%     |
| римо-католики  | 3              | 0,1%     |
| греко-католики | 3              | 0,1%     |
| реформати      | 1              | < 0,1%   |
| баптисти       | 1              | < 0,1%   |
| атеїсти        | 1              | < 0,1%   |